# 1737 au Canada
Pour un article plus général, voir Chronologie du Canada.
Cet article traite des événements qui se sont produits durant l'année 1737 au Canada.

## Événements

### Nouvelle-France

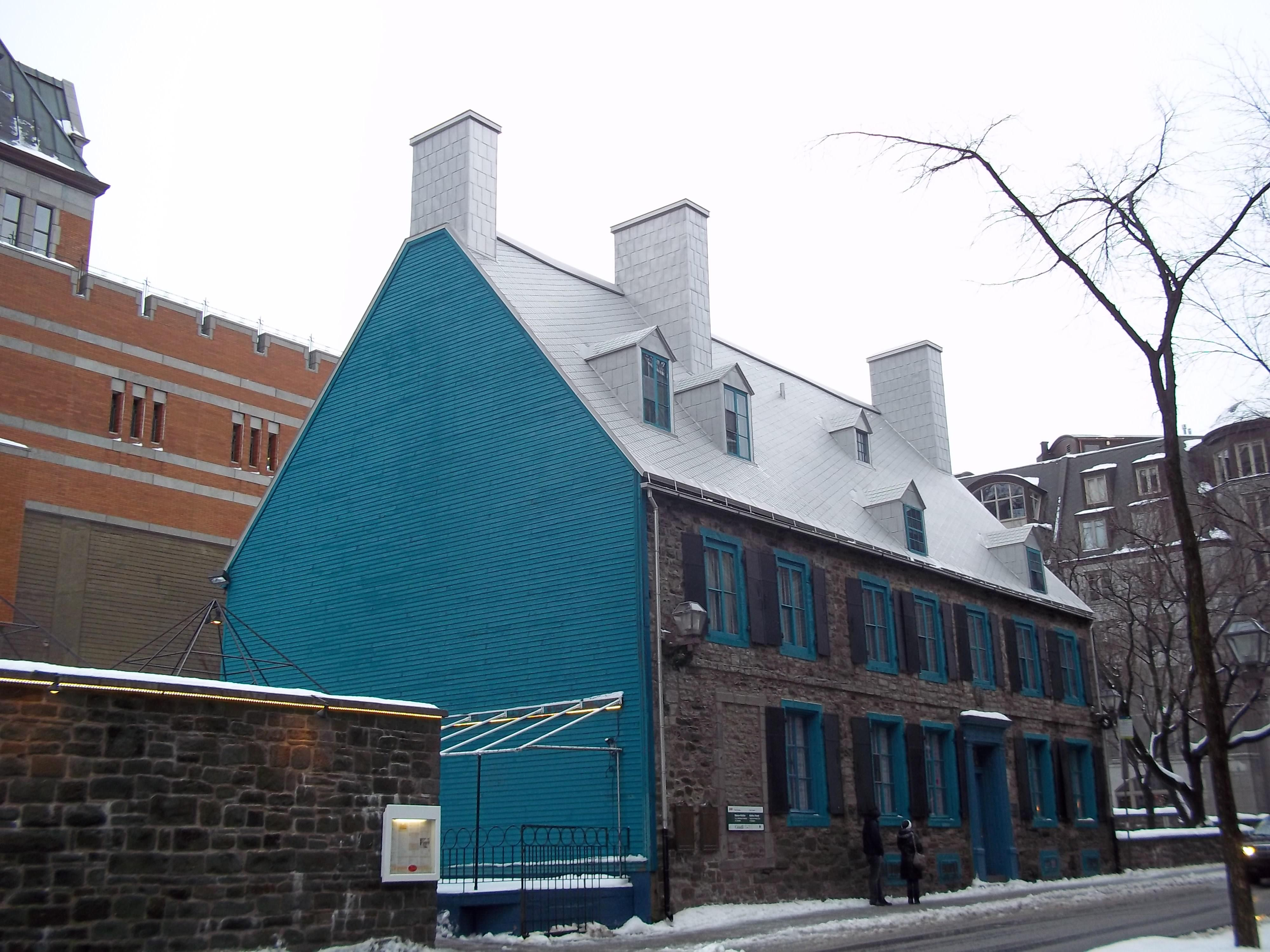
Maison Maillou à Québec construite en 1737

- 3 mai : établissement d'une compagnie qui va faire la pêche au Loup-marin sur la Baie des Châteaux, au Détroit de Belle Isle et au Labrador par Louis Bazil, Louis Fornel, François Havy et Jean Lefebvre[1].

- 13 juin : les rescapés du naufrage de la Renommée à l'Île d'Anticosti sont de retour à Québec[2].

- 24 juillet : arrivée au Canada du récollet François Carpentier ; il est nommé, la même année, missionnaire à Saint-Joseph-de-Beauce[3].

- 8 août : arrivée à Québec du navire le Jason[4] qui transporte à bord 55 ouvriers spécialisés pour travailler aux Forges du Saint-Maurice[5]. Pierre-François Olivier de Vézin en est l'administrateur.

- 8 novembre : mémoire sur l'état du Canada attribué à Gilles Hocquart[6].

- 31 décembre : fondation des Sœurs de la Charité de Montréal (sœurs grises) par Marguerite d'Youville[7].

- Mauvaise récolte au Canada[8] causée par le gel et la sécheresse.

- Le chantier du Chemin du Roy est complété[9].

- Recensement en Nouvelle-France : 39970 habitants[10].

### Possessions anglaises
- Thomas Bird (en) dirige la Compagnie de la Baie d'Hudson[11].

## Naissances
- 23 avril : Amable Doucet, juge de paix en Nouvelle-Écosse († 21 juin 1806).
- Matonabbee : agent indien Tchipewyan († août 1782).
- Joseph-Louis d'Haussonville, militaire français impliqué dans la bataille de Signal Hill à Terre-Neuve († 1er novembre 1806).

## Décès
- 28 juillet : Antoine-Denis Raudot, intendant de la Nouvelle-France (° 1679).
- 11 décembre : François-Joseph Bissot, marchand (° 19 mai 1673).
- 27 décembre : Victor Marie d'Estrées, vice-roi de la Nouvelle-France (° 30 novembre 1660).